# Lars Hedberg
Lars Hedberg född 11 juli 1950 i Sverige är en svensk musiker som enligt mången arrangör och publik är en av Sveriges bästa Bellmantolkare. Han skriver även sin egen musik och text, och har turnerat med musik och teater runt om i Sverige och utomlands vid olika evenemang. Genom åren har Lars medverkat i radio och TV vid flera tillfällen, bl.a. i Hylands hörna med Carola Häggkvist.

## Diskografi

### Studioalbum
- 2007 – I en Tid av Allt och Ingenting
- 2008 – Ack! ack! Lustiga Tider - Bellman I Uppsala